# Christopher Hinz
Christopher E. Hinz (* 10. März 1951 in Reading) ist ein amerikanischer Schriftsteller. Er ist am besten für seine Science-Fiction-Trilogie Paratwa bekannt.
1988 wurde sein Roman Liege-Killer mit dem Compton Crook Award als bester Debütroman ausgezeichnet.

## Werke

### Paratwa
- Killer aus dem Eis. Heyne 1997, ISBN 3-453-11902-9 (Liege-Killer. 1987).
- Ash Ock. Heyne 1997, ISBN 3-453-11903-7 (Ash Ock. 1989).
- Paratwa. Heyne 1997, ISBN 3-453-11904-5 (The Paratwa. 1991).